# Pedro Antonio Olañeta
Pedro Antonio Olañeta, né en 1770 à Elgeta, en Gipuzkoa (Espagne), et mort le 2 avril 1825 à Tumusla, dans le département de Potosí (Bolivie), est un militaire espagnol.

## Biographie
Commandant royaliste de l'armée de l'empire espagnol, Pedro Antonio Olañeta combattit l'insurrection sud-américaine dirigée par Simón Bolívar. Son soutien à l'absolutisme espagnol et à la rébellion contre les royalistes modérés a créé des conflits au sein de l'armée royaliste qui ont aidé les rebelles. Après la défaite des principales armées royalistes, il a poursuivi la résistance, devenant le dernier commandant royaliste à tenir le coup.